# The Mandalorian
The Mandalorian (també coneguda com a Star Wars: The Mandalorian) és una sèrie de televisió estatunidenca de western espacial que s'estrenà a Disney+ el 12 de novembre de 2019. Es desenvolupa a l'univers de Star Wars, i té lloc cinc anys després dels esdeveniments d’El retorn del Jedi. Segueix els passos d'un solitari pistoler aparentment mandalorià que resideix en un lloc més enllà de l'abast de la Nova República.
Jon Favreau és el creador, el guionista en cap, el productor guionista, i el coproductor executiu, juntament amb Dave Filoni, Kathleen Kennedy, i Colin Wilson. La sèrie és protagonitzada per Pedro Pascal en el paper del Mandalorià epònim, acompanyat per Gina Carano, Nick Nolte, Giancarlo Esposito, Emily Swallow, Carl Weathers, Bill Burr, Omid Abtahi, i Werner Herzog. Hi ha vuit episodis en la primera temporada i vuit més a la segona, estrenada el 30 d'octubre de 2020. Una tercera temporada s'estrenarà el febrer de 2023 i hi ha una quarta en desenvolupament.
S'interconnecta amb les altres sèries ambientades en el mateix període: The Book of Boba Fett, Ahsoka, i Star Wars: Skeleton Crew.

## Efectes especials innovadors
En començar la producció de la sèrie, un dels principals problemes va ser la quantitat de localitzacions en les quals es volia gravar, la qual cosa suposaria grans i costosos desplaçaments per a tot l'equip de producció. La solució habitual en aquests casos és gravar en pantalla verda o blava (croma) però no era una opció viable degut a que el protagonista mandalorià té una armadura metal·litzada, per la qual cosa eliminar els reflexos del croma suposaria un treball molt costós i laboriós. Per tant, es va decidir utilitzar un mètode nou, la tecnologia volume, aquesta permet projectar qualsevol fons a l'instant. Per aquest motiu, es necessita un gran treball de preproducció.
Més del 50 per cent de la primera i segona temporada de The Mandalorian es va rodar amb aquesta innovadora metodologia, eliminant per complet la necessitat de rodar en exteriors. En el seu lloc, els actors de The Mandalorian van actuar en un immersiu i enorme mur de vídeo LED de 6 metres d'altura per 270 graus de semicercle i sostre amb un espai d'actuació de 23 metres de diàmetre, on les peces pràctiques del decorat es van combinar amb extensions digitals en les pantalles. Els entorns digitals en 3D creats per ILM, en col·laboració amb la companyia d'efectes visuals “Unreal Engine”, es van reproduir de manera interactiva en les parets de LED, editades en temps real durant el rodatge, la qual cosa va permetre un seguiment precís dels píxels i imatges en 3D amb perspectiva correcta renderitzades en alta resolució a través de sistemes alimentats per GPUs NVIDIA.
Els entorns es van il·luminar i van renderitzar des de la perspectiva de la cambra per a proporcionar paral·laxi en temps real, com si la càmera estigués capturant realment l'entorn físic amb llum interactiva precisa sobre els actors i els decorats pràctics, la qual cosa va proporcionar la possibilitat de prendre decisions creatives concretes per al treball basat en els efectes visuals durant la fotografia i aconseguir composicions en temps real en el plató.
Tot i que aquesta metodologia es força moderna, el cert és que va tenir una antecessora, la qual va consistir en l'ús de projeccions a pantalles de cine, creant un efecte que, en essència, buscava el mateix resultat que The Mandalorian. Aquest mètode el podem veure a la persecució en cotxe de la pel·lícula “007 contra Dr.No”, de 1962.

## Argument
The Mandalorian té lloc «després de la caiguda de l'Imperi Galàctic i abans de l'aparició del Primer Orde» i segueix «un pistoler solitari en els confins de la galàxia, lluny de l'autoritat de la Nova República».

## Actors i personatges

### Temporada 1

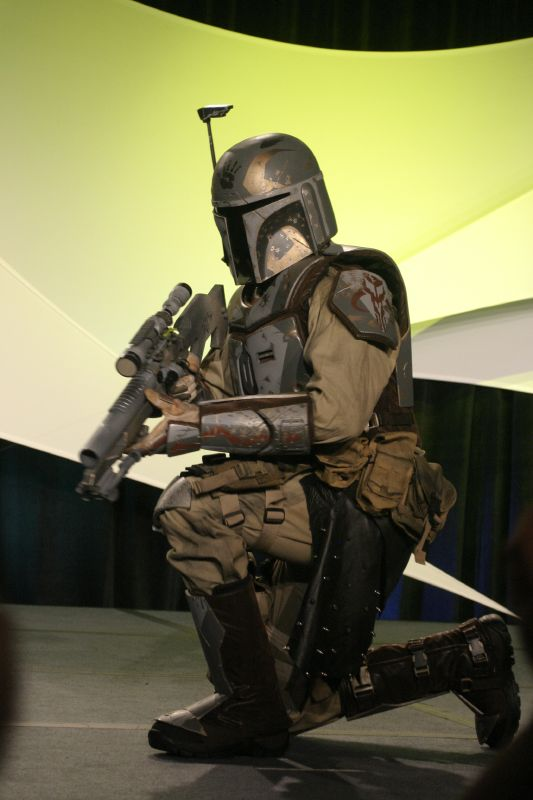
La sèrie The Mandalorian rep el seu nom del sobrenom del protagonista.

- Pedro Pascal com el Mandalorià,[5] un solitari caçarecompenses als confins de la galàxia. Pedro Pascal ha descrit el personatge com paregut a Clint Eastwood i d'una "moralitat qüestionable".
- Diversos titellaires interpreten The Child (el nen), un membre de la misteriosa espècie a la que pertany Yoda.
- Gina Carano com a Cara Dune, "una antiga Rebel Shock Trooper".[6]
- Nick Nolte com la veu de Kuiil, un Ugnaught[5]
- Giancarlo Esposito com a Moff Gideon,[7] un Imperial Moff que després de la caiguda de l'Imperi vol aconseguir el control total sobre el seu propi sector de la galàxia.
- Carl Weathers com a Greef Carga, el líder d'un gremi de caça-recompenses que contracta el Mandalorià perquè trobe res valuós que havia sigut furtat.[6]
- Emily Swallow com a l'Armera
- Omid Abtahi com el Dr. Pershing.
- Werner Herzog com el Client, un personatge enigmàtic.
- Taika Waititi com la veu d'IG-11.[8]
- Bill Burr com a Migs Mayfeld
- Mark Boone Junior com a Ranzar Malk
- Ming-Na Wen com Fennec Shand, una assassina que s'enfronta al Mandalorian.
- Natalia Tena com a Xi'an[9]

A més a més, membres de la 501a Legió han estat cridats a fer de stormtrooper extres.

### Temporada 2
- Rosario Dawson com Ahsoka Tano, una antiga Padawan d'Anakin Skywalker convertida en espia per a la Aliança Rebel.[10][11]

## Episodis

### Temporada 1 (2019)
| Núm. | Títol                        | Direcció            | Guió             | Data d'estrena original |
| ---- | ---------------------------- | ------------------- | ---------------- | ----------------------- |
| 1    | «Chapter 1: The Mandalorian» | Dave Filoni         | Jon Favreau      | 12 de novembre de 2019  |
| 2    | «Chapter 2: The Child»       | Rick Famuyiwa       | Jon Favreau      | 15 de novembre de 2019  |
| 3    | «Chapter 3: The Sin»         | Deborah Chow        | Jon Favreau      | 22 de novembre de 2019  |
| 4    | «Chapter 4: Sanctuary»       | Bryce Dallas Howard | Jon Favreau      | 29 de novembre de 2019  |
| 5    | «Chapter 5: The Gunslinger»  | Dave Filoni         | Dave Filoni      | 6 de desembre de 2019   |
| 6    | «Chapter 6: The Prisoner»    | Rick Famuyiwa       | Christopher Yost | 13 de desembre de 2019  |
| 7    | «Chapter 7: The Reckoning»   | Deborah Chow        | Jon Favreau      | 18 de desembre de 2019  |
| 8    | «Chapter 8: Redemption»      | Taika Waititi       | Jon Favreau      | 27 de desembre de 2019  |

### Temporada 2 (2020)
| Núm. total | Núm. temporada | Títol                       | Dirigit per         | Escrit per    | Data d'estrena original |
| ---------- | -------------- | --------------------------- | ------------------- | ------------- | ----------------------- |
| 9          | 1              | "Capítol 9: El comissari"   | Jon Favreau         | Jon Favreau   | 30 d'octubre de 2020    |
| 10         | 2              | "Capítol 10: La passatgera" | Peyton Reed         | Jon Favreau   | 6 de novembre de 2020   |
| 11         | 3              | "Capítol 11: L'hereva"      | Bryce Dallas Howard | Jon Favreau   | 13 de novembre de 2020  |
| 12         | 4              | "Capítol 12: El setge"      | Carl Weathers       | Jon Favreau   | 20 de novembre de 2020  |
| 13         | 5              | "Capítol 13: La jedi"       | Dave Filoni         | Dave Filoni   | 27 de novembre de 2020  |
| 14         | 6              | "Capítol 14: La tragèdia"   | Robert Rodriguez    | Jon Favreau   | 4 de desembre de 2020   |
| 15         | 7              | "Capítol 15: El creient"    | Rick Famuyiwa       | Rick Famuyiwa | 11 de desembre de 2020  |
| 16         | 8              | "Capítol 16: El rescat"     | Peyton Reed         | Jon Favreau   | 18 de desembre de 2020  |

### Temporada 3 (2023)[15]
| Núm. total | Núm. temporada | Títol                               | Dirigit per         | Escrit per                | Data d'estrena original |
| ---------- | -------------- | ----------------------------------- | ------------------- | ------------------------- | ----------------------- |
| 17         | 1              | "Capítol 17: L'apòstata"            | Rick Famuyiwa       | Jon Favreau               | 1 de març de 2023       |
| 18         | 2              | "Capítol 18: Les Mines de Mandalor" | Rachel Morrison     | Jon Favreau               | 8 de març de 2023       |
| 19         | 3              | "Capítol 19: El convers"            | Lee Isaac Chung     | Noah Kloor i Jon Favreau  | 15 de març de 2023      |
| 20         | 4              | "Capítol 20: L'orfe"                | Carl Weathers       | Jon Favreau i Dave Filoni | 22 de març de 2023      |
| 21         | 5              | "Capítol 21: El pirata"             | Peter Ramsey        | Jon Favreau               | 29 de març de 2023      |
| 22         | 6              | "Capítol 22: Els mercenaris"        | Bryce Dallas Howard | Jon Favreau               | 5 d’abril de 2023       |
| 23         | 7              | "Capítol 23: Els espies"            | Rick Famuyiwa       | Jon Favreau i Dave Filoni | 12 d’abril de 2023      |
| 24         | 8              | "Capítol 24: El retorn"             | Rick Famuyiwa       | Jon Favreau               | 19 d'abril de 2023      |